# Tamurejo

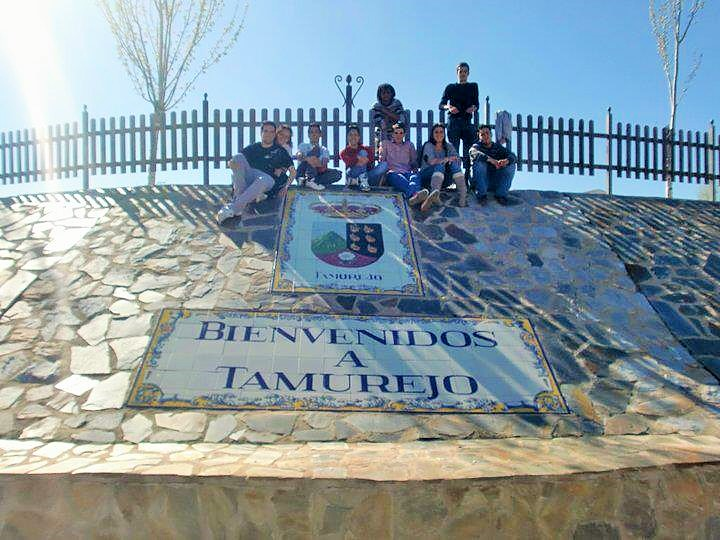
Entrada al pueblo

Tamurejo es un municipio español, perteneciente a la provincia de Badajoz (comunidad autónoma de Extremadura). Se localiza en la zona más  oriental de la provincia de Badajoz, casi en el límite con la provincia de Ciudad Real del que dista tan solo un km. Pertenece a la comarca de La Siberia y al Partido judicial de Herrera del Duque y es uno de los municipios más reducidos de La Siberia. Es un modelo muy típico del asentamiento tradicional, completamente integrado con el paisaje, cuyos habitantes han respetado y su  transformación ha sido afortunadamente escasa manteniendo  su fisonomía peculiar y seculares fisonomía. En los últimos tiempos se han levantado edificios más modernos que no han afectado al casco tradicional ya que se construyeron en la periferia del núcleo antiguo.
Tamurejo limita al norte con la localidad de Garbayuela, al sur con Baterno, al oeste con Siruela y al este con  Agudo perteneciente a Ciudad Real.

## Historia

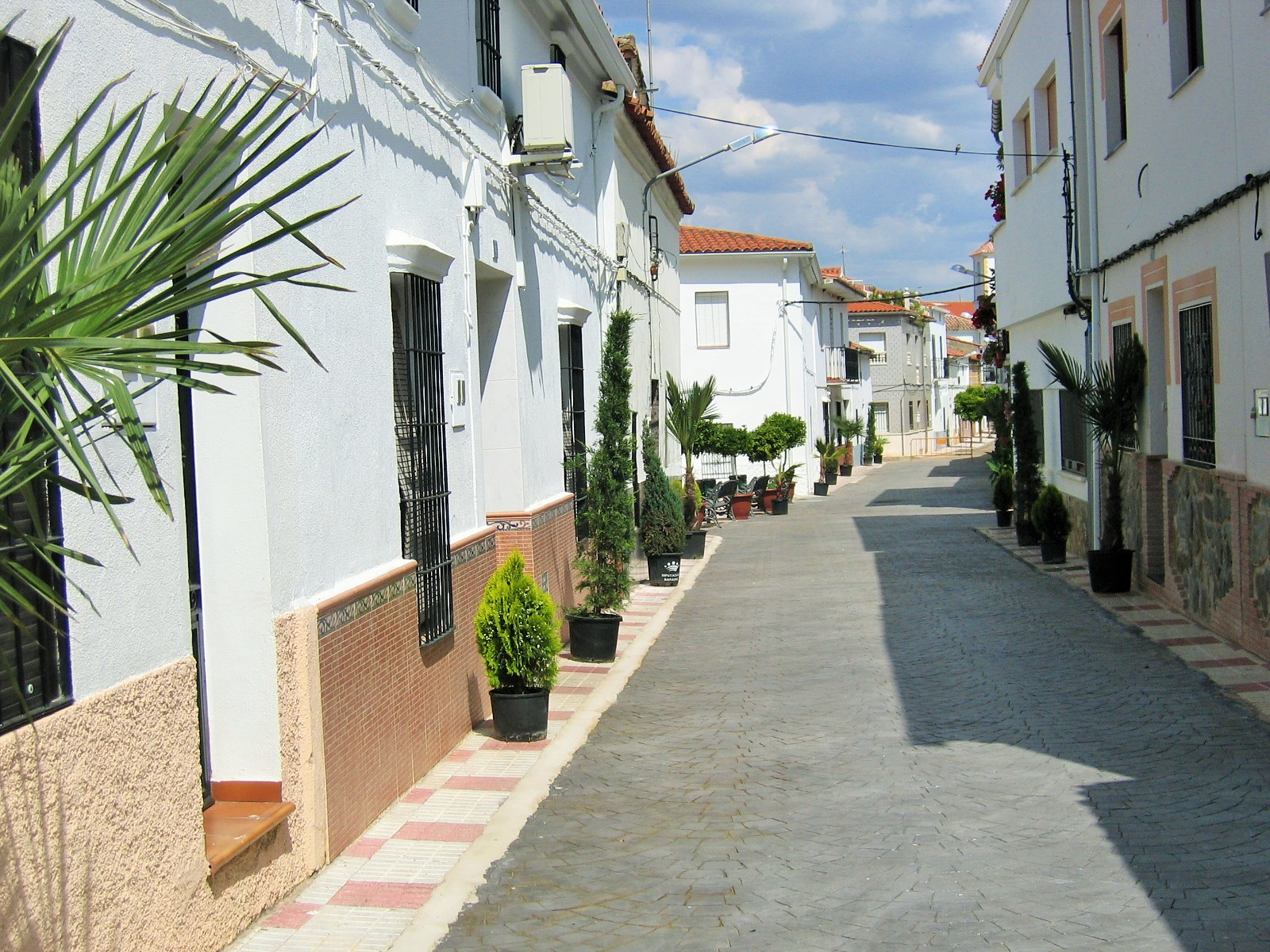
Calle peatonal con adornos florales

En 1594 formaba parte de la Tierra de Siruela de la que dependía hasta el año 1742 en el que consiguió la denominación de «villa» cuando reinaba  Felipe V, llamado «El Animoso»,  denominación reiterada por el rey  Fernando VI en 1756 estando vinculada a la Provincia de Trujillo.
A la caída del Antiguo Régimen la localidad se constituye en municipio constitucional en la región de Extremadura. Desde 1834 quedó integrado en el Partido judicial de Herrera del Duque. En el censo de 1842 contaba con 90 hogares y 306 vecinos.
| Noroeste: Garbayuela y Siruela | Norte: Garbayuela | Noreste: Agudo (Ciudad Real) |
| Oeste: Siruela                 |                   | Este: Agudo (Ciudad Real)    |
| Suroeste: Baterno y Siruela    | Sur: Baterno      | Sureste: Baterno             |

## Orografía
Tamurejo está situada en el valle de la «Montaña del Morro» o «Pinguta del Morro» en cuya falda orientada hacia el pueblo se ha construido un mirador desde donde se puede observar una vasta parte del territorio. Un poco más abajo se encuentra la «Peña del Águila», a orillas del río Agudo, que ha sido lugar tradicional de encuentro de la población durante la celebración del «Día del Bodigo», día campestre al que da nombre el dulce típico de la localidad. La «Peña del Águila» un gran peñón al que se accede sin dificultad, escalando un poco pero prácticamente andando, desde la «Dehesa del Pilar»,  a una gran altura sobre el nivel del río Agudo. Su posición es estratégica ya que está situada muy cercana al límite con Castilla-La Mancha (límite provincial a 1 km de la villa) y es paso obligado para viajar  desde los pueblos vecinos a Ciudad Real y Madrid. Antiguamente, la  Mesta utilizaba cañadas que atravesaban por su término en su transhumancia hacia en norte en verano y hacia el sur en invierno. También está  «El Molino», ruinas de un molino antiguo, y que, mediante un convenio con la Junta de Extremadura, la Diputación de Badajoz y la Confederación Hidrográfica del Guadiana, se pretende reconstruir y habilitar como paraje de ocio y recreo.

## Demografía
Tamurejo cuenta con una población de 199 habitantes (INE 2024).
| Gráfica de evolución demográfica de Tamurejo entre 1842 y 2021                                                        |
| |
| Población de derecho según los censos de población del INE. Población de hecho según los censos de población del INE. |

## Monumentos principales
Uno de los muchos monumentos de Tamurejo es la iglesia de Santo Toribio de Liébana, en la archidiócesis de Toledo, que se encuentra en el centro de la villa. También encontramos otro elemento religioso destacado: la «Ermita de la Virgen del Rosario». En los alrededores del pueblo, encontramos el «Antiguo Molino» donde antiguamente se molía el grano.

## Gastronomía
Los platos típicos de Tamurejo, y en general de Extremadura son:
- Migas: Son un plato típico de pastores con el que se aprovechan las sobras de pan duro. Las migas provienen quizá del cuscús magrebí; en los territorios cristianos se hacía con pan, ajos fritos, chorizo, pimientos fritos y se le echaban torreznos de cerdo para distinguirlo de la comida árabe y judía.
- Ajo blanco
- Cochinillo: es el plato que se hace con los cerdos pequeños

## Fiestas locales
- Semana Santa. En la población salen en procesión varios pasos durante la Semana Santa. La celebración pagana en estas fechas, es especialmente destacable la conocida como "noche de los quintos" que coincide con la noche del Sábado de gloria. Los jóvenes en edad de  quinta, salen a medianoche en busca de un pino; transcurrido el tiempo, retornan con el árbol cargado a hombros para llevarlo hasta la plaza donde lo plantan. Las jóvenes quintas, mientras esperan la vuelta de los mozos, preparan migas, dulces y licores que disfrutarán luego todos en un cálido ambiente de alegría y fiesta. Se confecciona la "candelilla"que se sorteará por las quintas después de la Misa el Domingo de Resurrección.

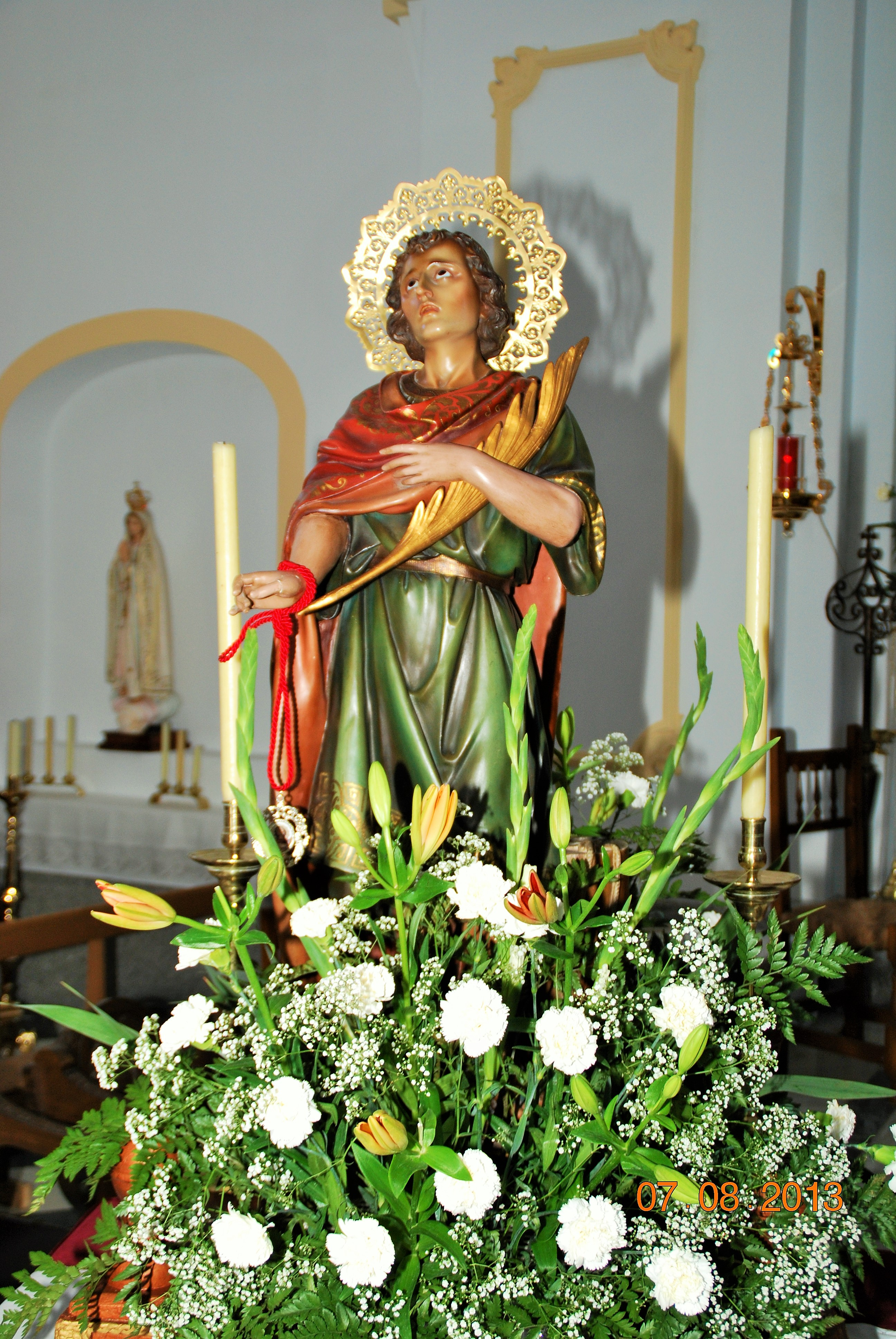
San Pantaleón, patrón de Tamurejo.

- 2 de mayo, fiesta de «La Enramá», fiesta que proviene de una ancestral costumbre en el pueblo, que aún sigue viva y que consiste en que los jóvenes de la localidad, aprovechando la noche, agasajan a las chicas colocándoles en sus ventanas una rama en flor de un árbol -de ahí el nombre de enramás- cantándoles canciones y tocando piezas musicales. Las chicas recíprocamente corresponden con natillas y licores para sus "mayos" el día de la Cruz de Mayo, el día 3.
- 16 de abril, fiestas de Santo Toribio de Liébana. En esta festividad, es tradición quemar en las calles los trastos viejos y aprovechando el fuego, los mozos encienden trozos de corcho con los que intentan tiznar la cara a las mozas.
- 7 de agosto, fiestas de San Pantaleón,  el patrón del pueblo si bien su día propio es el 27 de julio. San Pantaleón fue un mártir cristiano. Nació en Nicomedia, actual Turquía a finales del siglo III. Era hijo de Eustorgio y Eucuba y fue médico como su padre. Su nombre, en griego, significa: «El que se compadece de todos». Estudió filosofía y retórica y después se dedicó a la medicina. Fue médico del emperador Galerio Maximiano. Fue perseguido por Diocleciano en 303 y tras ser torturado de varias maneras, murió. Es invocado por los que padecen dolores de cabeza y por los tuberculosos. En Ravello, Italia, se conserva una ampolla con una porción de su sangre, así como en el Real Monasterio de la Encarnación de Madrid. Allí, cada año, la víspera de su santo (27 de julio), su sangre, conservada en estado sólido, se licúa, sin que hasta la fecha se haya encontrado explicación alguna para tal milagro. Tiene una oración, propia de la Iglesia católica, para los que quieren pedirle un favor para remediar sus enfermedades.

«Padre Misericordioso, Dios de todo consuelo, que diste a San Pantaleón el don de interceder por nosotros: Danos por tu amor la salud que te pedimos, danos también un corazón grande y generoso que te sepa ver a Vos en el rostro de los otros. Padre Bueno y Todopoderoso, por San Pantaleón te rogamos nos concedas la paz y felicidad que con fe de Vos esperamos.»

- Primer domingo de octubre, fiestas de la Virgen del Rosario.

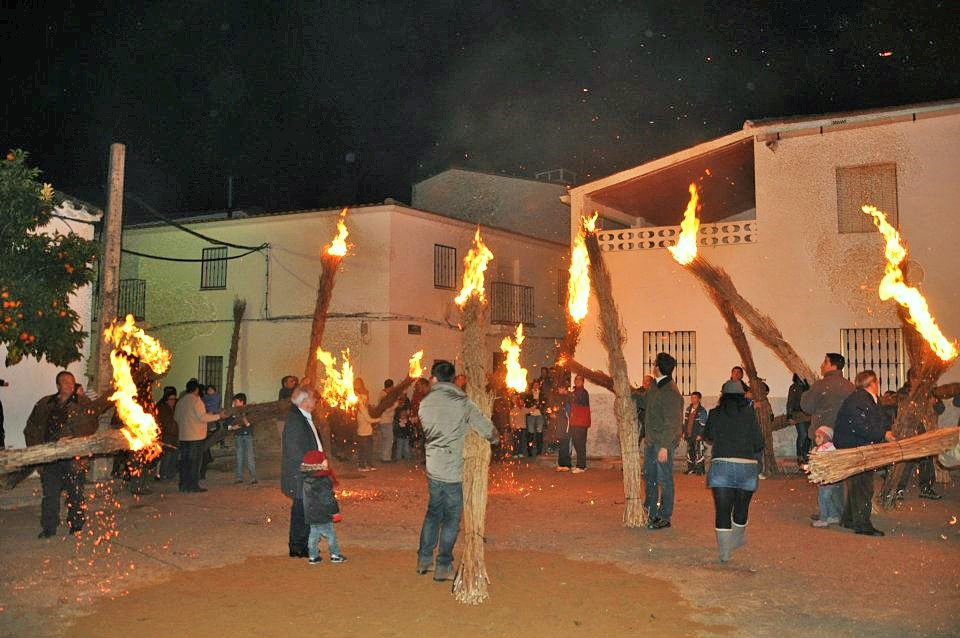
Fiesta de las Gavillas en Nochebuena.

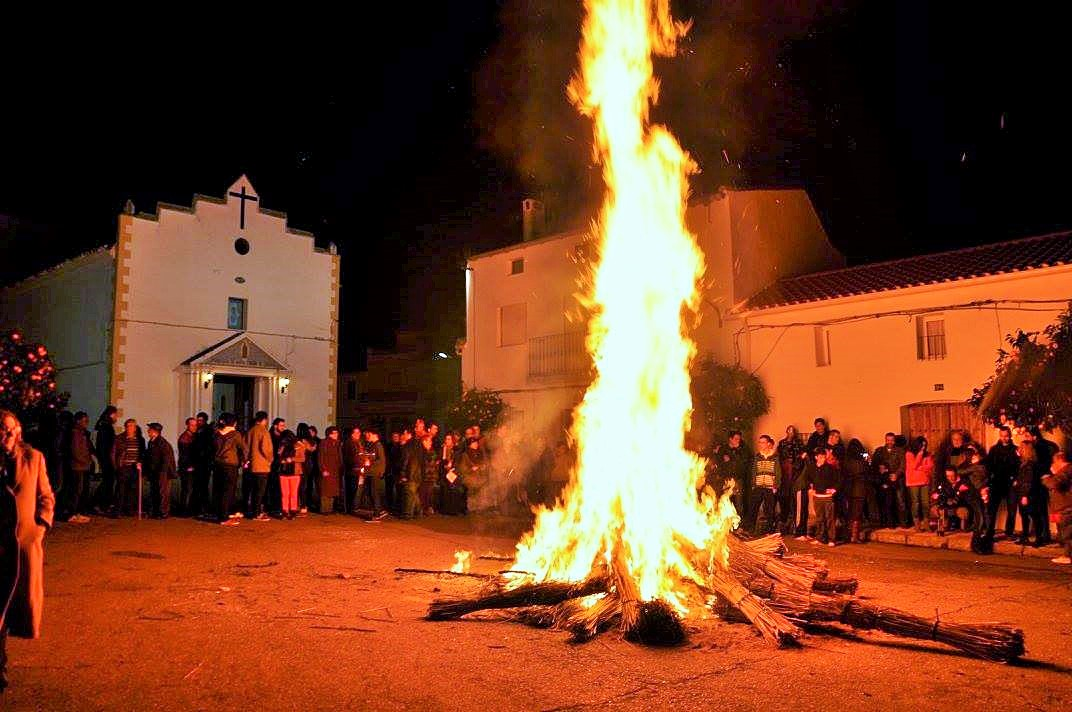
Hoguera con las gavillas juntas en Nochebuena.

- 24 de diciembre, fiesta de «Las Gavillas». Tras la Misa del gallo, todos los vecinos salen en procesión portando las llamadas «gavillas», y entonado las coplas típicas de la ocasión. Las gavillas se han fabricado durante las semanas precedentes; se recogen los gamones —palos secos de una variedad de planta llamada  gamonita— y se unen unos con otros hasta formar una gran antorcha que puede llegar a más de 3tres metros de largo y casi un metro de perímetro. Después de la procesión, se hace una gran hoguera en el centro de la plaza con todas ellas, que los jóvenes quintos acostumbran a saltar; finalmente se hace la entrega de premios a las mejores gavillas y se obsequia a los más pequeños con un juguete como anticipo de los Reyes Magos.